# Gunther di Rethel
Gunther di Rethel (... – 1171) detto il devoto, fu signore di Vitry e conte di Rethel dal 1158 al 1171.

## Biografia
Gunther o Ithier, Itier, Witer, Wither, Withier, Gonthier era figlio di Eudes, signore di Vitry, e Matilde, contessa di Rethel.
Gunther è citato in una carta firmata marzo 1128 da suo zio Baldovino II di Gerusalemme, con la quale concede privilegi alla Chiesa del Santo Sepolcro di Gerusalemme, e da questo si può dedurre che probabilmente prese parte alle Crociate. Durante questo periodo Baldovino II organizzò una spedizione per prendere Damasco, ma senza successo.

## Matrimonio e figli
Sposò Beatrice de Namur († 1160), figlia di Goffredo I, conte di Namur e Ermesinda di Lussemburgo; era dunque sorella di Enrico IV di Lussemburgo. Dalla loro unione nacquero:
- Beatrice († 30 marzo 1185), sposata con Ruggero II re di Sicilia
- Hughes, citato come monaco a Reims nel 1160.
- Manasse IV († 1199), conte di Rethel.
- Enrico († 1191), signore di Vitry
- Baudouin († 1198), Signore di Chemery
- Alberto († 1195), arcidiacono a Liegi
- Simon
- Clémence, sposata con Hugues de Pierepont († 1188)
- una figlia sposata con Geoffrey, visdomino di Chalons